# Solling
Solling er et Mittelgebirgeområde i Weserbergland i den tyske delstat Niedersachsen, hvis sydlige udløbere også når ind i delstaterne Hessen og Nordrhein-Westfalen.
Bjerget Große Blöße er med 527,8 moh. det næsthøjeste punkt i Niedersachsen, efter Wurmberg i Harzen (971,2 moh.)
Solling danner sammen med det mindre og lavere Mittelgebirgsområde Vogler og højdedraget Burgberg, der ligger ved nordenden af Solling, Naturpark Solling-Vogler.

## Geografi
Solling ligger i den sydlige del af Niedersachsen i Landkreisene Holzminden og Northeim. Den sydvestlige udløber med de Hannoverske Klipper ligger i Landkreis Höxter i Ostwestfalen, og andre sydvestlige skråninger hvor byen Bad Karlshafen ligger er i Hessen i Landkreis Kassel, hvor også Sollings sydende ved Wahlsburg ligger.
Der ligger en ring af byer omkring Solling: Deensen, Heinade, Dassel, Moringen, Hardegsen, Uslar, Bodenfelde, Bad Karlshafen, Lauenförde, Beverungen, Fürstenberg, Boffzen, Höxter, Holzminden og Bevern.
Mod nord støder Solling til Burgberg og bagved den ligger Vogler, mod nordnordøst til Homburgwald, mod nordøst til Amtsberge, Holzberg og Ellenser Wald, mod øst til Ahlsburg, mod sydøst til Weper, mod syd til Kiffing og i sydvest til den Reinhardswald. Mod sydvest, vest og nordvest danner den øvre Weserdal en naturlig grænse for Solling.